# Makemake (dvärgplanet)
Makemake [ˈmɑkeˈmɑke], officiell beteckning 136472 Makemake (symbol: ), är den tredje största kända dvärgplaneten i Solsystemet och ett av de två största klassiska kuiperbältsobjekten (cubewanos). Dess diameter är ungefär tre fjärdedelar av Plutos. Makemake har en känd måne. Den extremt låga medeltemperaturen på omkring 30 K (cirka −243 °C) betyder att dess yta är täckt med metan-, etan- och möjligen kväveis.

## Upptäckt
Makemake upptäcktes den 31 mars 2005 av en astronomgrupp som leddes av Michael Brown. Upptäckten presenterades den 29 juli 2005, samma dag som två andra mycket stora transneptunska objekt, Haumea och Eris. Den tillfälliga benämningen 2005 FY9 fick den då upptäckten offentliggjordes. Innan det använde upptäckarna kodnamnet "Easterbunny" (engelska för påskhare) för objektet eftersom det upptäcktes kort efter påsk. Namnet Makemake har himlakroppen fått efter en skapelsegud med det namnet i mytologin på Påskön i Stilla havet.
Makemake upptäcktes senare än en rad mycket ljussvagare objekt i Kuiperbältet. Den sena upptäckten beror troligtvis på dess relativt höga inklination, och det faktum att Makemakes angulära avstånd från ekliptikan var som störst vid tiden för upptäckten (i den norra stjärnbilden Berenikes hår). De flesta söker efter småplaneter runt ekliptikan, eftersom det är störst sannolikhet att finna objekt där.
Vid tidpunkten för Clyde Tombaughs upptäckt av Pluto 1930, var Makemake endast ett fåtal grader från ekliptikan, nära gränsen till Oxen och Kusken. Denna position är dock också mycket nära den galaktiska ekvatorn, vilket gör det nästan omöjligt att hitta sådana objekt mot den täta koncentrationen av bakgrundsstjärnor i Vintergatan. Tombaugh fortsatte att leta i några år efter Plutos upptäckt, men hittade inte Makemake eller något annat transneptunskt objekt.

## Omloppsbana

Makemakes (blå), Haumeas (grön) och Plutos (röd) omloppsbanor.

Makemake är klassificerad som ett klassiskt objekt i Kuiperbältet och följer en omloppsbana mycket lik Haumeas: hög inklination (29°) och måttligt excentrisk (e~0,16). Makemake ligger något längre ifrån solen (inräknat både medel- och periheliumavstånd). Till skillnad från en del andra objekt i Kuiperbältet, som kan påverkas av Neptunus när de korsar gasjättens omloppsbana, har de klassiska objekten sitt perihelium längre ut från solen, fritt från Neptunus störningar. Makemakes omloppstid är nästan 310 år, längre än Plutos (248 år).
Diagrammet visar de två Kuiperbältsobjektens snarlika omloppsbanor i kontrast med Plutos. Perihelium (q) och aphelium (Q) är markerade med datum för passage. De nuvarande positionerna (april 2006) är markerade med sfärerna som illustrerar deras relativa storlekar och skillnader i albedo och färg. De båda cubewanos är för närvarande långt ifrån ekliptikan (illustrerad som Neptunus omloppsbana i grått). Makemake närmar sig sitt aphelium medan Haumea passerade sitt 1991.

## Fysiska egenskaper

### Storlek och ljushet
(136472) Makemake är för närvarande visuellt det näst ljusstarkaste objektet i Kuiperbältet efter Pluto med en skenbar magnitud på nästan +17, ljus nog för att vara synlig i mycket bra amatörteleskop. Makemakes storlek är inte känd, men observationer från Spitzerteleskopet, kombinerat med likheter i spektrumet med Pluto, ger en uppskattning på en diameter uppgående till 1 500+400-200 km. Det är något större än Haumea vilket gör Makemake till det tredje största objektet i Kuiperbältet efter Eris och Pluto.

### Atmosfär
Makemake förväntades ha en atmosfär som påminde om Plutos, men med lägre tryck vid markytan.
Den 23 april 2011 fick emellertid astronomerna möjligheten att analysera dess atmosfär eftersom den passerade framför en stjärna av 18:e magnituden. Slutsatsen blev att Makemake saknar atmosfär. Trycket kan inte vara mer än 4-12 nanobar vid ytan. 
Förekomsten av metan och möjligen även kväve antyder att Makemake ändå har en flyktig atmosfär, som påminner om Plutos när den är i perihelium. 
Förekomsten av en tunnare atmosfär ger I så fall en naturlig förklaring till utarmningen av kväve. Eftersom gravitationen på Makemake är svagare än hos Pluto, Eris och Triton, så försvinner en stor del av kvävet ut i rymden. Metan är lättare än kvävgas, men har lägre ångtryck vid den temperatur som råder vid Makemakes yta, (32–36 K),  vilket gör att metangasen hålls kvar. Detta resulterar i att den relativa förekomsten av metangas långsamt ökar. 

### Spektra
Genom att mäta dess synliga och infraröda spektrum med William Herschel-teleskopet och Telescopio Nazionale Galileo har Licandro et al. visat att ytan på Makemake liknar Plutos. Ytan är röd i det synliga spektret, till skillnad från Eris som har ett neutralt spektrum. Det infraröda spektret visar spår av metan (CH4), också observerat på Pluto och Eris. Metanets närvaro är här mer framträdande än på Pluto, vilket kan tyda på att Makemake kan ha en tillfällig atmosfär lik den Pluto har vid perihelium.

### Månar
Den 26 april 2016 hittade astronomer, med hjälp av observationer från Hubbleteleskopet tagna i april 2015, en måne med 160 kilometers diameter kretsande Makemake på ett avstånd av 21.000 km. Den fick det provisoriska namnet S/2015 (136472) 1.
Andra kända stora objekt i Kuiperbältet har också minst en satellit: Eris (1 måne), Haumea (2 månar) och Pluto (5 månar). Forskare uppskattar att 10-20 procent av alla objekt i Kuiperbältet har en eller flera månar.